# Narycia berecynthia
Narycia berecynthia är en fjärilsart som beskrevs av Edward Meyrick 1931. Narycia berecynthia ingår i släktet Narycia och familjen säckspinnare. Inga underarter finns listade i Catalogue of Life.